# Silber-Pappel
Die Silber-Pappel oder Weiß-Pappel (Populus alba) ist eine Pflanzenart aus der Gattung der Pappeln in der Familie der Weidengewächse (Salicaceae).

## Beschreibung

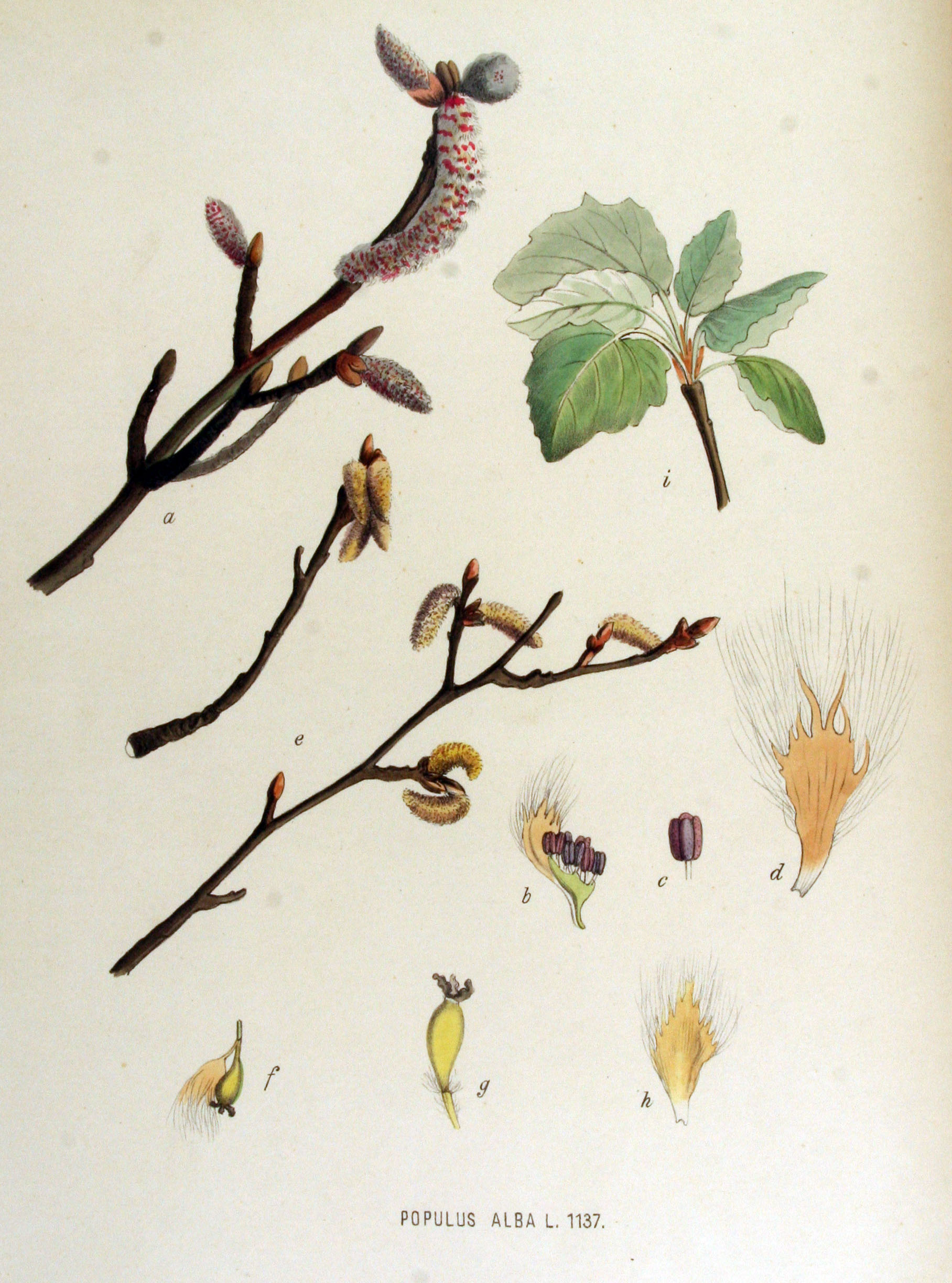
Illustration aus Flora Batava, Volume 15

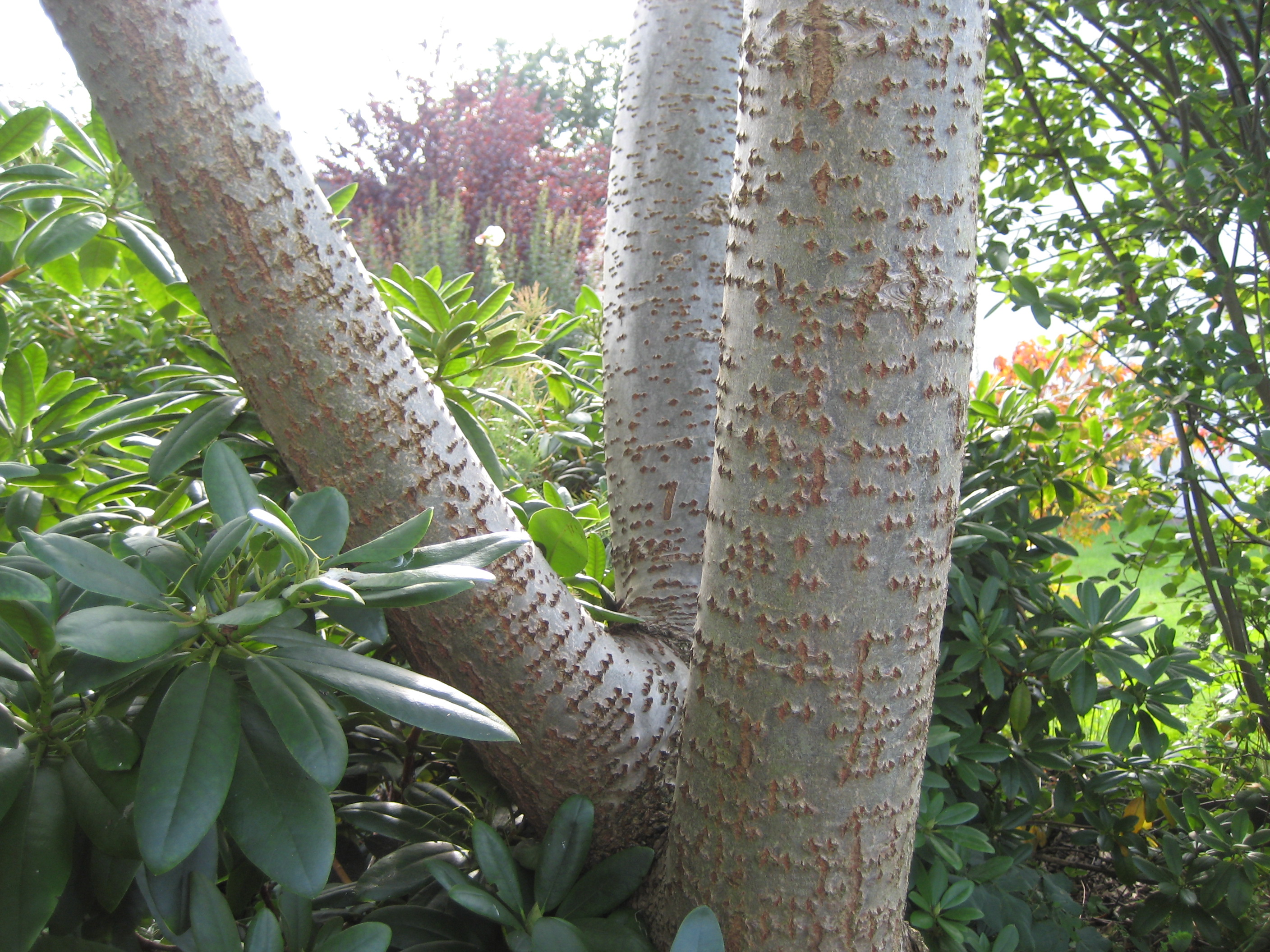
Borke eines fünfjährigen Exemplars

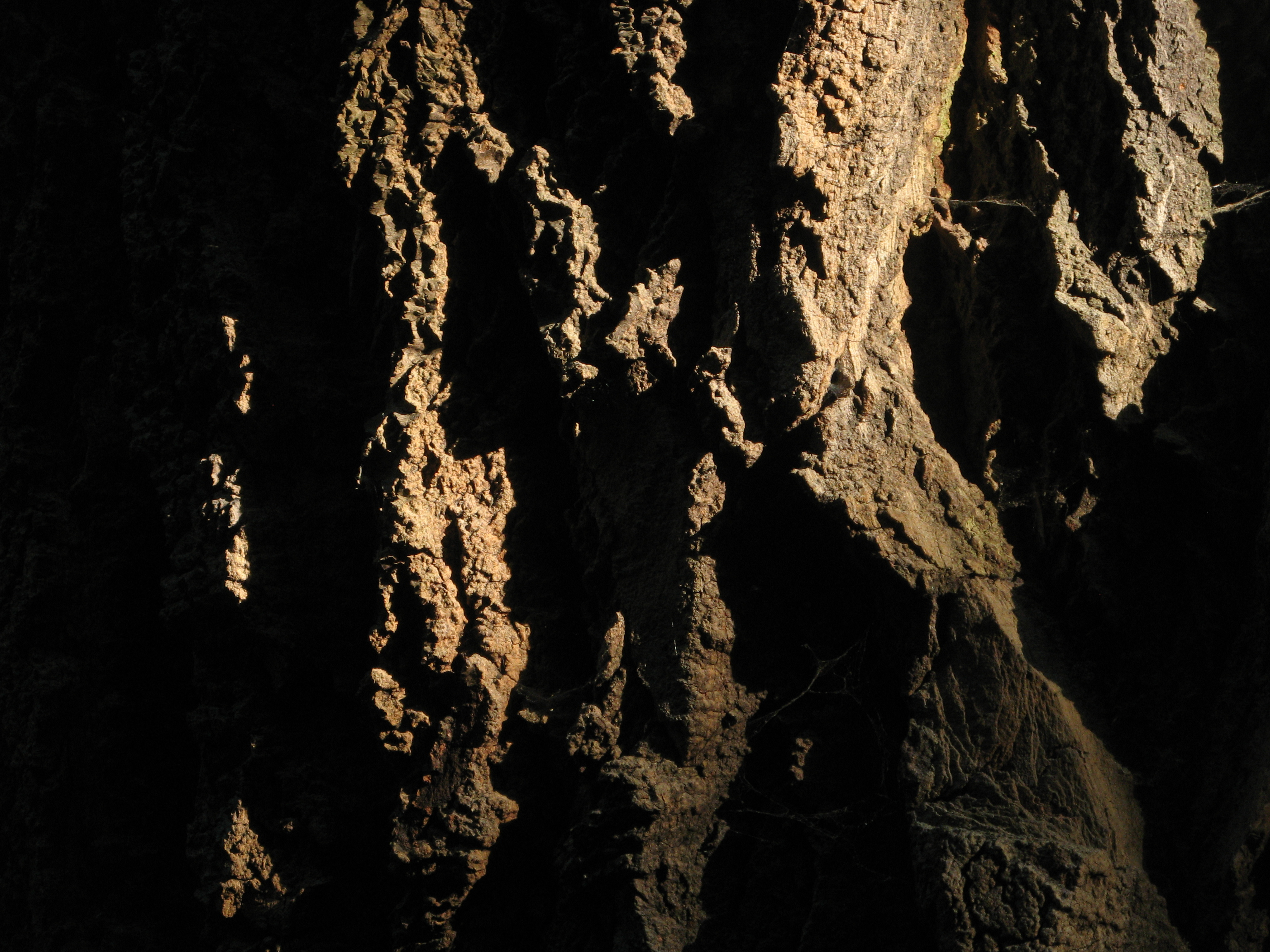
Borke eines alten Exemplars

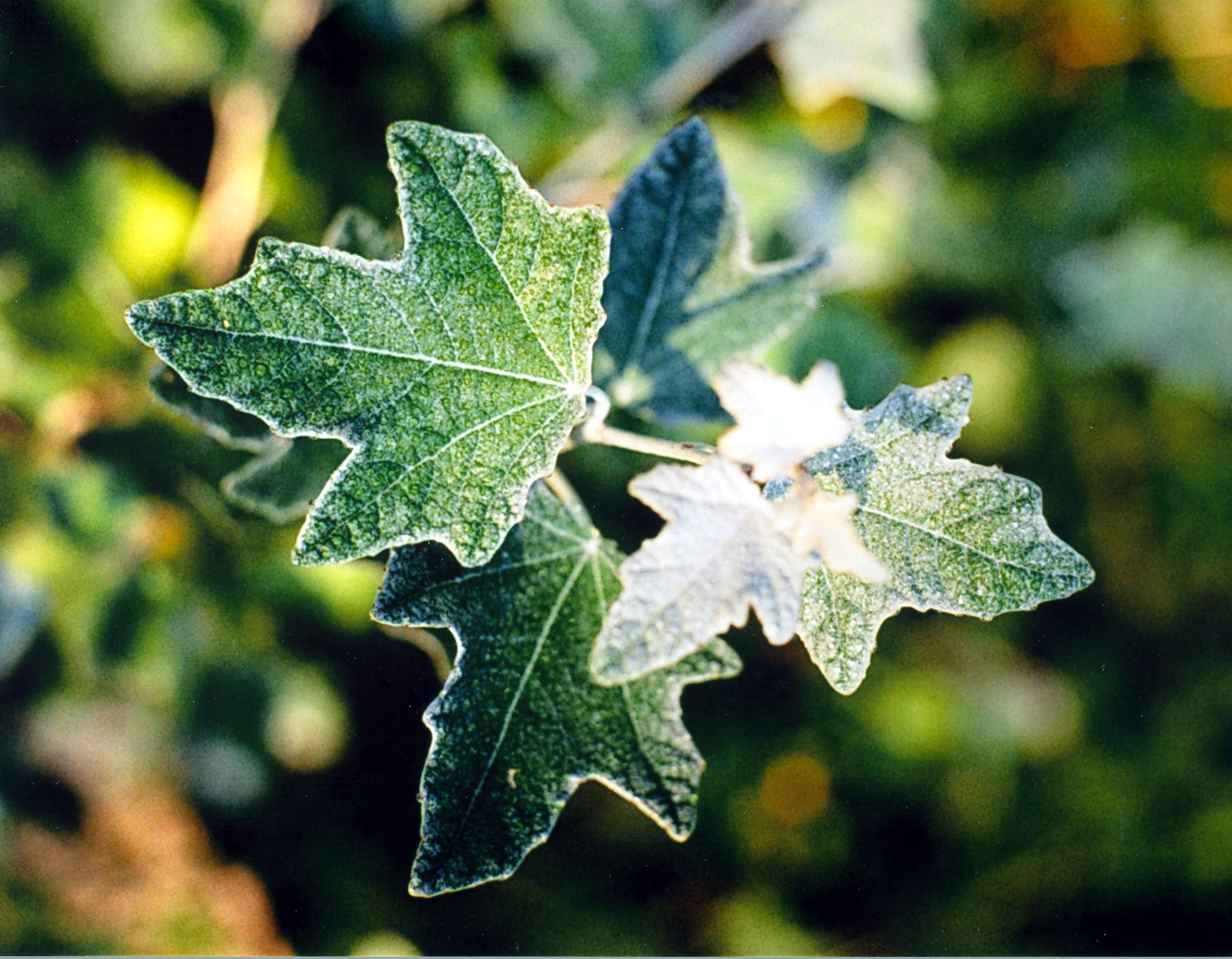
Blatt am Langtrieb

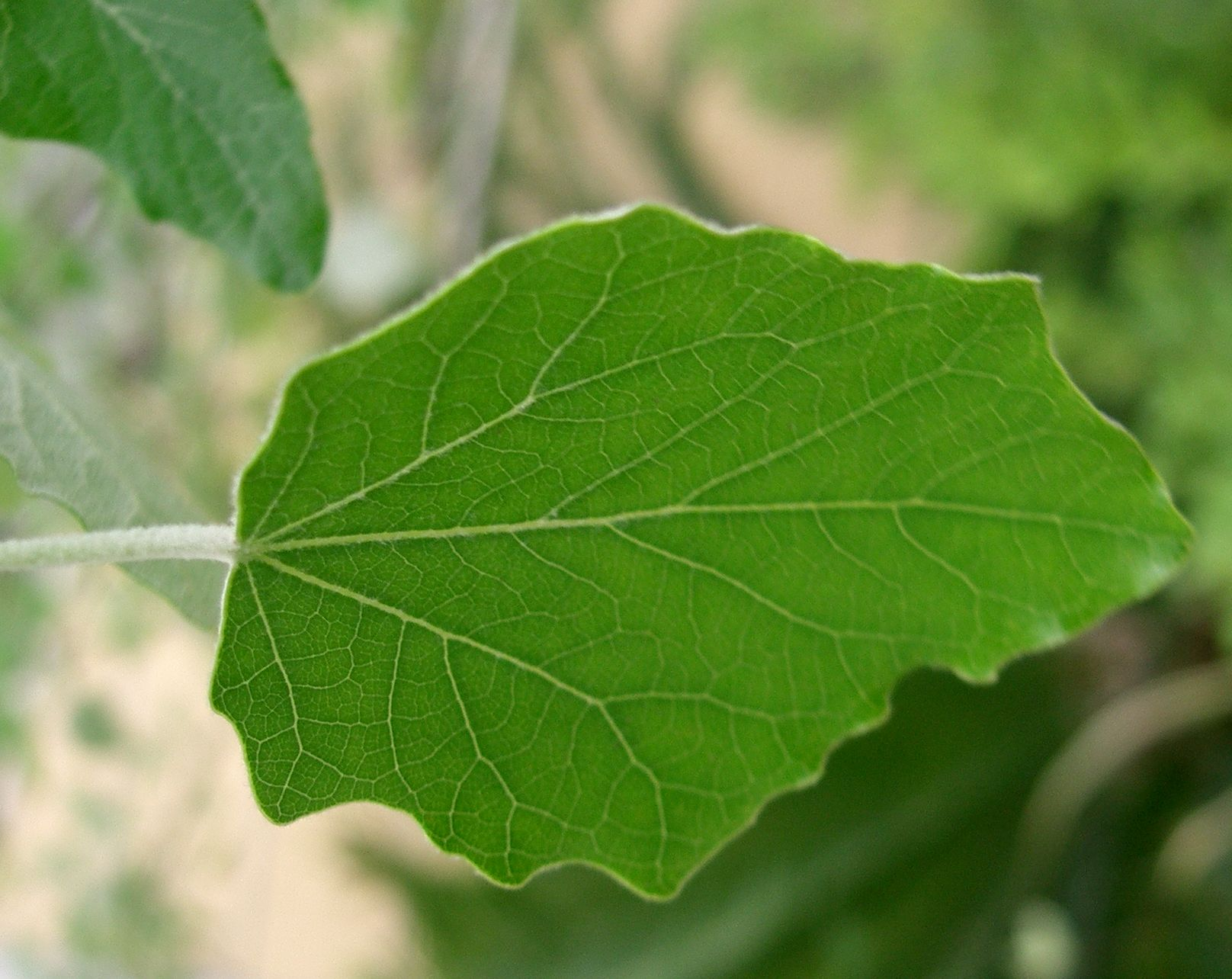
Blatt am Kurztrieb

### Habitus
Bei der Silber-Pappel handelt es sich um einen sommergrünen, gerade wachsenden Laubbaum, der je nach Standort Wuchshöhen von 15 bis 45 Metern erreicht. Während der durchschnittlich erreichbare Brusthöhendurchmesser selten über 2 m liegt, wurden in Ungarn auch Bäume mit 1,5 bis 3 Metern Stammdurchmesser gefunden. Die 1904 umgestürzte 500-jährige Silber-Pappel bei Nußlau/Nosislav erreichte eine Höhe von 36 Meter, einen Stammdurchmesser von 3,52 Meter und einen Stammumfang von 11,25 Meter.
Am Grund des geraden oder leicht gekrümmten Stamms befinden sich häufig Schösslinge und Wasserreiser. Die Silber-Pappel gehört zu den Flachwurzlern. Ihre Wurzeln sind weit ausstreichend. Die Silber-Pappel bildet gewöhnlich eine charakteristisch breit-rundliche und lockerästige Krone aus, die häufig nach einer Seite überhängt und dem Baum ein asymmetrisches Erscheinungsbild verleiht. Die Krone jüngerer Bäume besitzt eine eher ovale bis kegelige gehaltene Wuchsform. Die Silber-Pappel kann ein Alter von etwa 300 bis 400 Jahren erreichen.

### Rinde
Die Rinde zeigt zunächst eine weißgraue Färbung und eine glatte Struktur mit großen, rautenförmigen Korkwarzen. Mit zunehmendem Alter nimmt die Borke eine dunkelgraue Färbung an und bildet tiefe Längsfurchen aus. Die jüngsten Zweige weisen, ebenso wie die grünen Triebe, gewöhnlich eine weißfilzige Behaarung auf. Schneidet man einen Zweig der Breite nach auf, so erkennt man dessen fünfkantiges Mark.

### Blatt
Die  wechselständigen Laubblätter der Silber-Pappel sind formenreich und in Blattstiel und Blattspreite gegliedert. Der flache und behaarte Blattstiel ist 2 bis 5 Zentimeter lang. Die einfache Blattspreite besitzt am Stielansatz keine Drüsen. An Langtrieben werden ahornähnliche, oft drei- bis fünfteilige, buchtig gelappte und grob gezähnte Blätter ausgebildet, die eine Länge von bis zu 12 Zentimetern und eine Breite bis zu 10 Zentimetern erreichen können. Ihre Blattunterseite weist eine meist bleibende weißfilzige Behaarung auf.
Am unteren Teil von Langtrieben sowie an Kurztrieben entwickeln sich eiförmig bis rundlich ausgestaltete, ungelappte Blätter mit einer Länge von 4 bis 7 Zentimetern und einer Breite zwischen 3 und 4 Zentimetern. Der Blattrand zeigt eine unregelmäßige wellige Zähnung, die Blattunterseite eine eher graufilzige, gewöhnlich dauerhafte Behaarung. Beide Blatttypen entwickeln an ihrer dunkelgrünen und glänzenden Blattoberseite im frühen Stadium eine flaumige Behaarung, die sich jedoch im Zuge des weiteren Wachstums verliert. Auch die ovalen, hellbraunen Knospen sind weißfilzig behaart. Im Herbst kann man die gelbe Laubfärbung der Silber-Pappel bewundern.

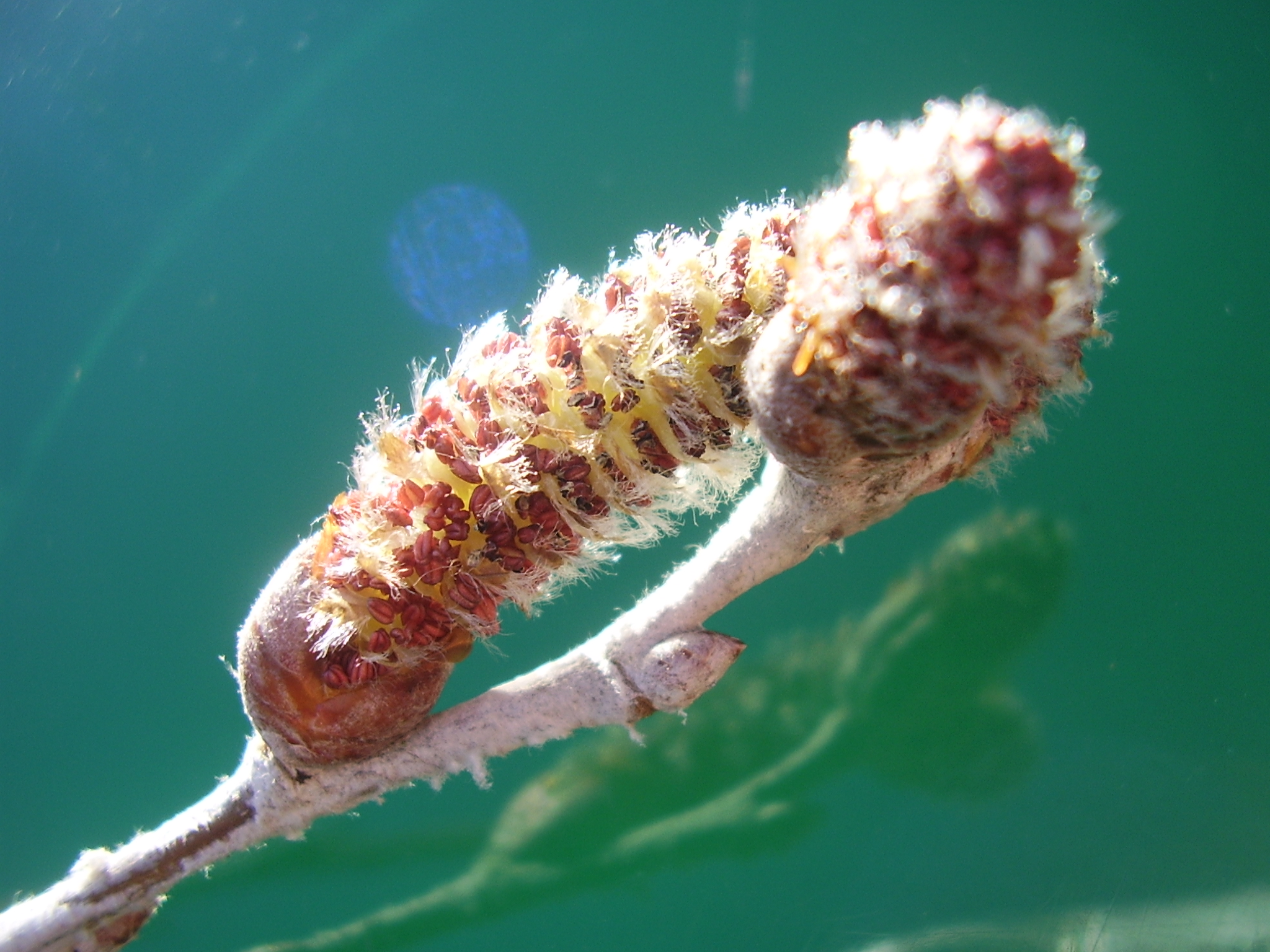
Männliche Kätzchen

### Blütenstand und Blüte
Die Silber-Pappel ist zweihäusig getrenntgeschlechtig (diözisch). Dies bedeutet, dass an einem Baum entweder männliche oder weibliche Kätzchen vorhanden sind. Die Blütezeit reicht von März bis April und liegt vor dem Laubaustrieb. Die Kätzchenförmigen Blütenstände hängen schlaff herab. Die Kätzchen erreichen gewöhnlich eine Länge von 4 Zentimetern. Die grünblütigen weiblichen Kätzchen strecken sich während des Fruchtvorgangs auf bis zu 10 cm. Jede der unscheinbaren Einzelblüten sitzt in der Achsel eines verkehrt lanzettlichen, unregelmäßig kurz-gezähnten und bewimperten Tragblatts. Die weiblichen Blüten besitzen einen kahlen, kegelförmigen und kurzgestielten Fruchtknoten. Die zwei gelbgrünen Narben sind beinahe bis zur Basis in vier linealische Lappen geteilt. Die rötlich bis gelblich blühende männlichen Blüten bilden pro Blüte acht bis zehn karminrote Staubfäden aus.

### Chromosomenzahl
Die Chromosomenzahl beträgt 2n = 38 oder 57.

## Ökologie
Die Bestäubung der Silber-Pappel erfolgt durch den Wind. Die Ausbreitung der Diasporen, es sind die sehr kleinen Samen, die mit grundständigem Haarschopf versehen sind, übernimmt der Wind. Die Samen reifen von Mai bis Juni in einer kleinen Kapselfrucht im hängenden Fruchtstand. Die kurzlebigen Samen besitzen kein Speichergewebe. Da die Silber-Pappel reichlich Wurzelsprosse ausbildet, ist ihr auch Selbstausbreitung möglich.
Obwohl die Silber-Pappel windblütig ist, sammeln Bienen den reichlich angebotenen Pollen der männlichen Kätzchenblüten ein.
Die Silber-Pappel wird von Raupen verschiedener Schmetterlingsarten als Futterpflanze genutzt.
Die Raupe des Silberpappel-Kahneulchens (Earias vernana) gilt nach der Roten Liste als gefährdet und ist als monophager Nutzer der Silber-Pappel auf diese existenziell angewiesen. Der Pappelschwärmer (Laothoe populi) ernährt sich oligophag von den Jungtrieben und Stockausschlägen der Silber-Pappel, während die Weiden-Flachkopfeule (Parastichtis ypsillon) bevorzugt Triebspitzen und jüngere Blätter verspeist.
Die Raupen des Braunband-Wollrückenspinners (Tethea or) leben zwischen den Blättern des Baums eingesponnen. Die Zackeneule (Scoliopteryx libatrix), ebenfalls ein oligophager Nutzer, frisst bevorzugt an den Triebspitzen, der Hornissen-Glasflügler (Sesia apiformis) ist meist an einzeln oder in kleinen Gruppen stehenden Bäumen anzutreffen.
Als polyphage Nutzer der Silber-Pappel wurden die Raupen des Abendpfauenauges (Smerinthus ocellata), der Gelbbraunen Herbsteule (Agrochola macilenta) und die zwischen zusammengesponnen Blättern lebenden Raupen des Kleinen Raufußspinners (Clostera pigra) festgestellt. Ebenfalls polyphag von der Silber-Pappel ernähren sich die Raupen des Brombeerspinners (Macrothylacia rubi), des zuweilen Kahlfraß verursachenden Goldafters (Euproctis chrysorrhoea) und des Zickzack-Zahnspinners (Notodonta ziczac), der vor allem am Jungwuchs anzutreffen ist.

## Vorkommen

Verbreitung der Silber-Pappel
Natürliche Verbreitung× Isolierte Populationen
▲ Eingeführte und verwilderte Vorkommen (synanthropisch)

Das natürliche Verbreitungsgebiet erstreckt sich über Mittel-, Süd- und Osteuropa, Westsibirien, Westasien und Nordafrika. In Mitteleuropa wird ihre Bestandsdichte mit zerstreut angegeben. Man findet sie besonders im Bereich größerer Flüsse, wie dem Donau-, Oberrhein und Odergebiet. In West- und Nordeuropa und Teilen Mitteleuropas gilt sie als eingebürgert.
Als Zierbaum wird die Silber-Pappel auch über die Naturvorkommen hinaus angepflanzt, wo sie dann verwildert. Als Nutzbaum wurde die Silber-Pappel in den vergangenen Jahrzehnten trotz einer niedrigen Umtriebszeit von lediglich 50 bis 60 Jahren weitgehend durch Hybridzüchtungen verdrängt.
Die relativ dürreunempfindliche Halblicht- und Pionierbaumart ist ein Flachwurzler und bevorzugt ganzjährig feuchte, frische, lockere, nährstoff- und basenreiche Böden mit kiesigem Lehm und Ton im Untergrund. Sie besiedelt gerne lichte Auwälder großer Flussniederungen, wie sie an Elbe, Donau oder Rhein vorkommen. Unter flussbegleitenden Gehölzen findet man sie besonders häufig im Bereich der Hartholzaue, einem durch nicht regelmäßige Überschwemmungen charakterisierten Auwald. Strauchförmig kann die Silber-Pappel auch trockene Anschwemmungen besiedeln. Auf Moorböden kann sie gleichermaßen wie auf trockenen und armen Sandböden gedeihen. In küstennahen Pionierwäldern ist sie eine regelmäßig anzutreffende Art. Standorte direkt an der Küste dominieren windschiefe Strauchformen. Sowohl Sommerhitze als auch Winterkälte werden von der Silber-Pappel toleriert. Die Silber-Pappel ist eine Charakterart der Assoziation Eichen-Ulmenwald, Hartholzaue (Querco-Ulmetum) aus dem Verband der Erlen-Eschen-Auewälder (Alno-Ulmion).
Der Name des Baumes wurde schon im Mittelalter für den ehemaligen Wiener Vorort und heutigen Bezirksteil Albern nahe der Donau genutzt.

## Nutzung
Ingenieurbiologische Bedeutung erlangt die raschwüchsige Silber-Pappel aufgrund ihrer Anspruchslosigkeit und reichlichen Wurzelbrut im Bereich der Dünenbefestigung. Der Garten- und Landschaftsbau schätzt sie als Alleebaum und beliebtes Grün in Parkanlagen. Das weiche Holz der Silber-Pappel zeichnet sich durch einen breiten Splint und gelbbraunen Kern aus. Es wird zur Herstellung von Papier, Holzwolle und Holzfaserplatten verwendet.

## Weitere Bilder

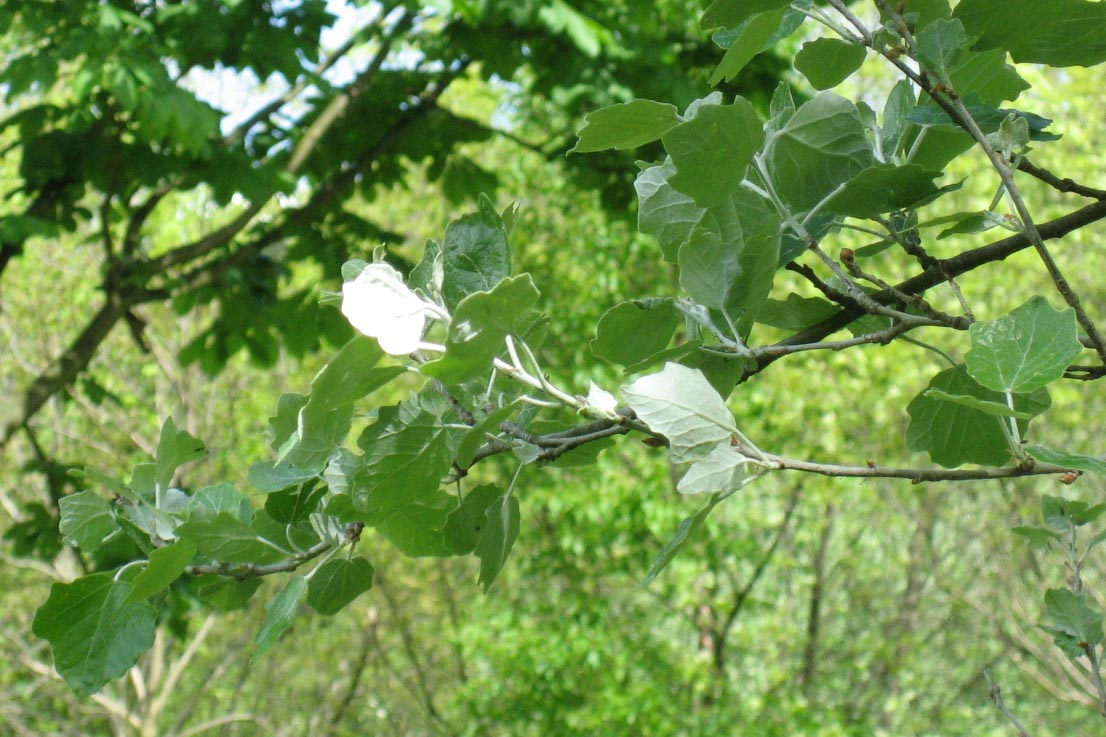
Zweige mit Laubblättern
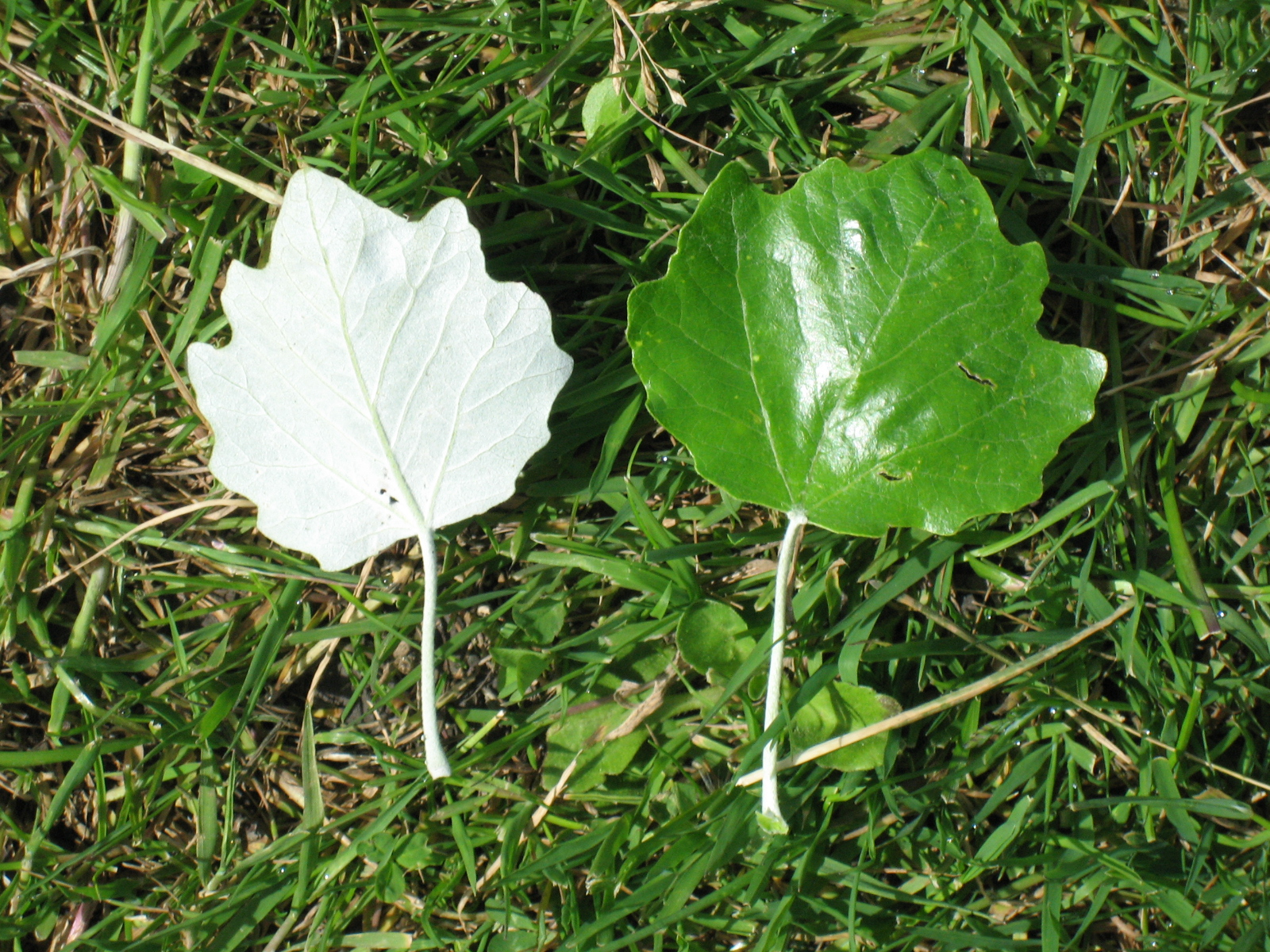
Laubblätter: Unterseite links, Oberseite rechts
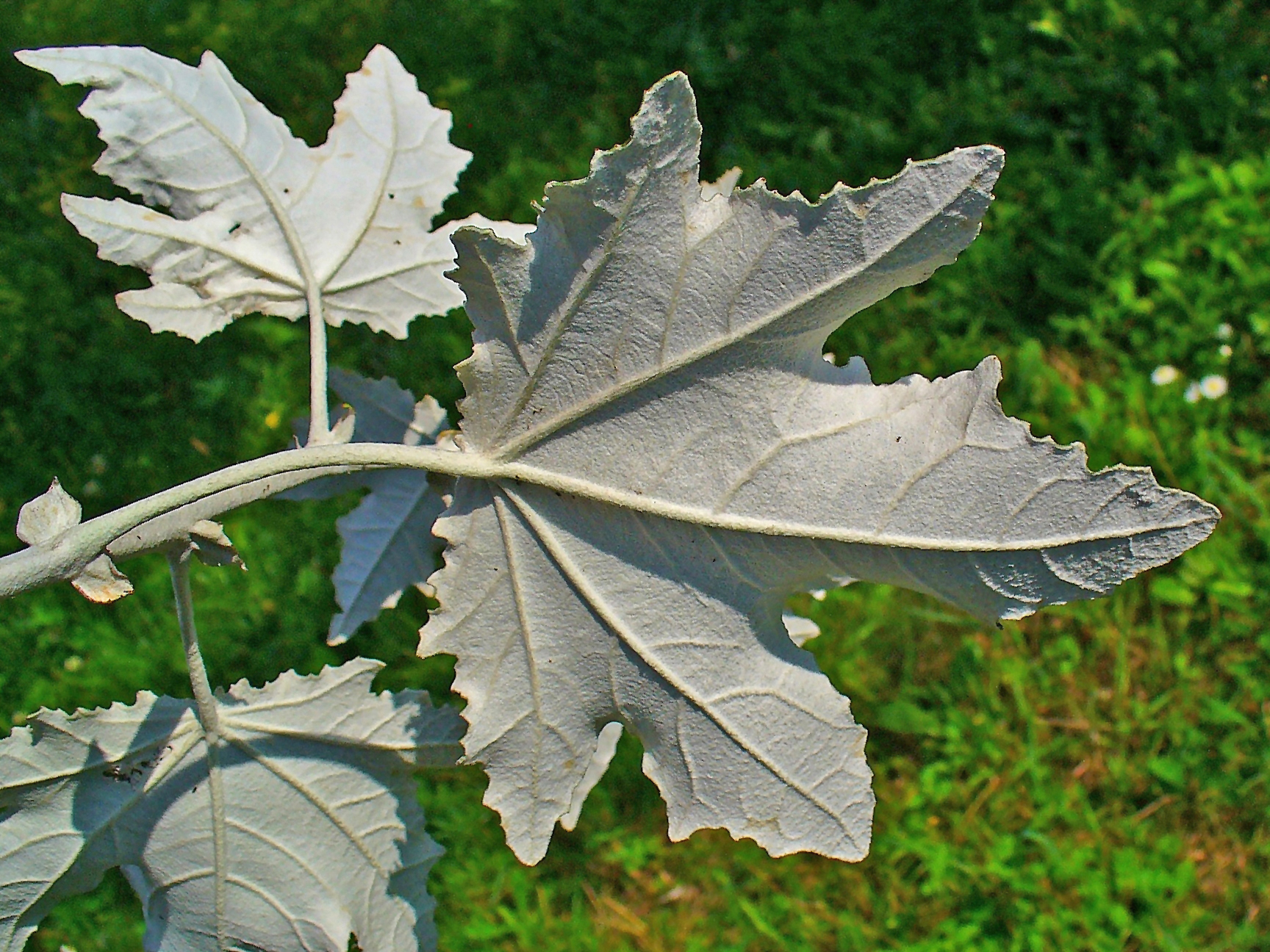
Blattunterseite
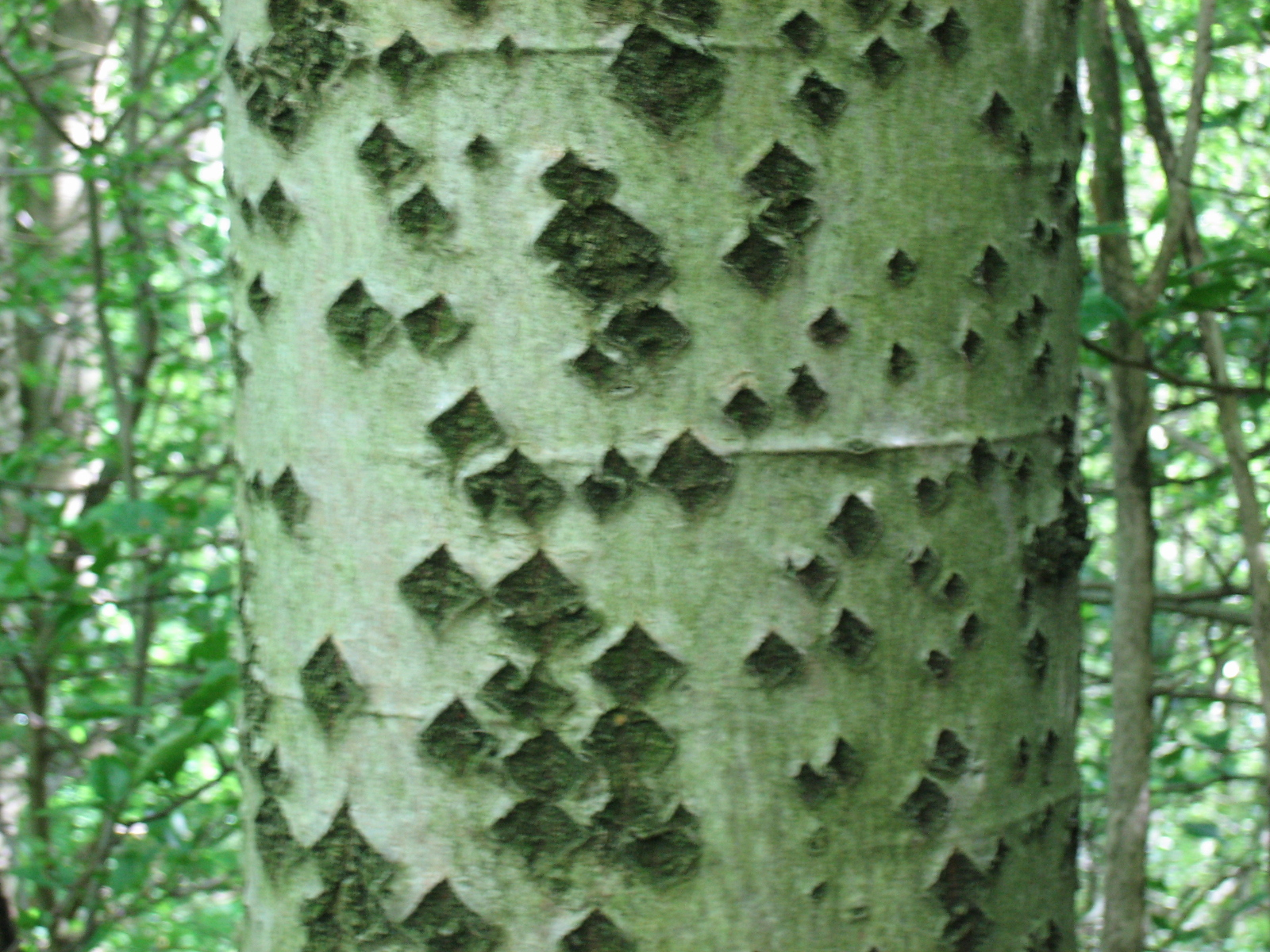
Rinde mit den typischen diamant-förmigen Marken
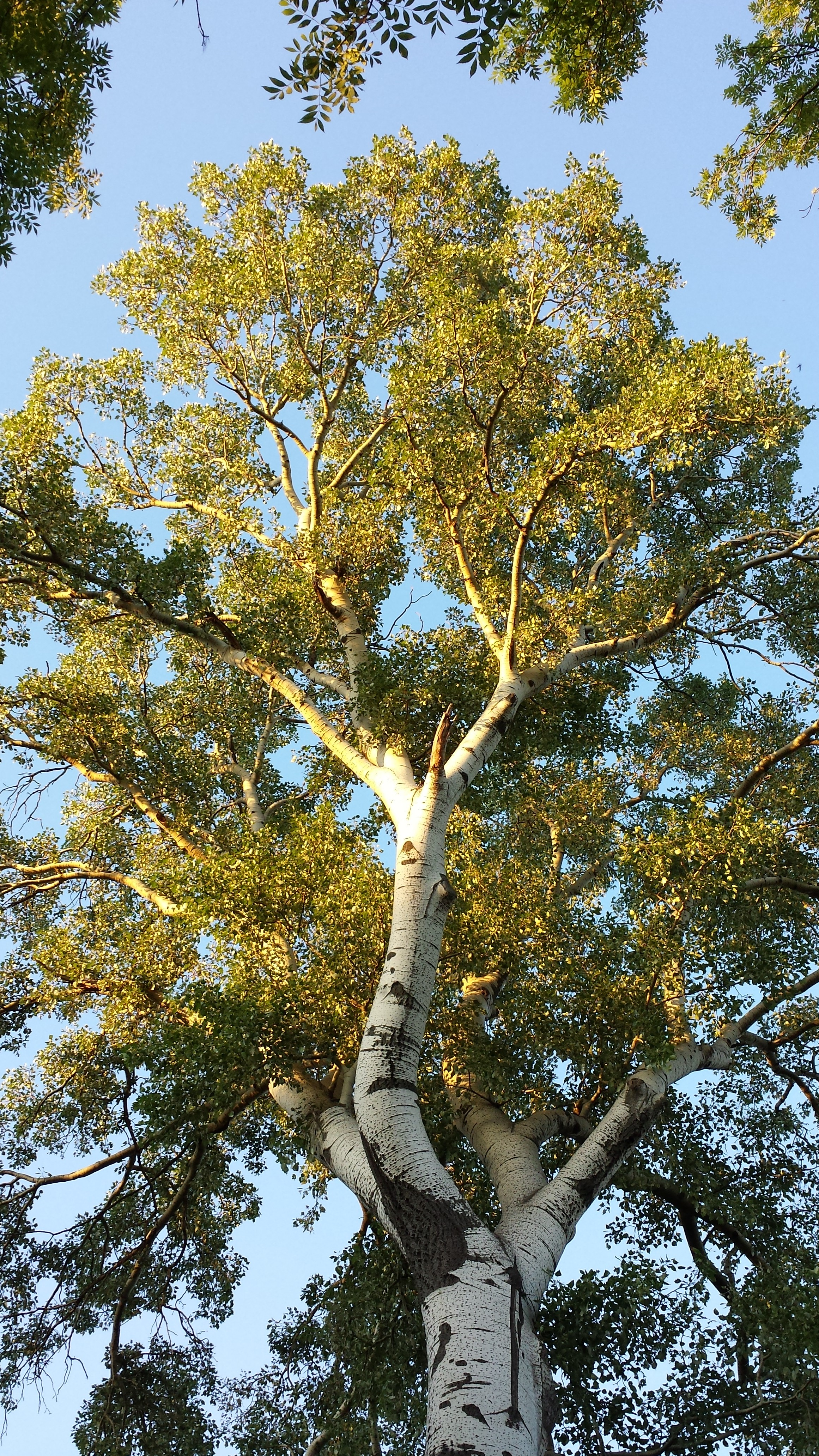
Silber-Pappel in Wien (Naturdenkmal 782)
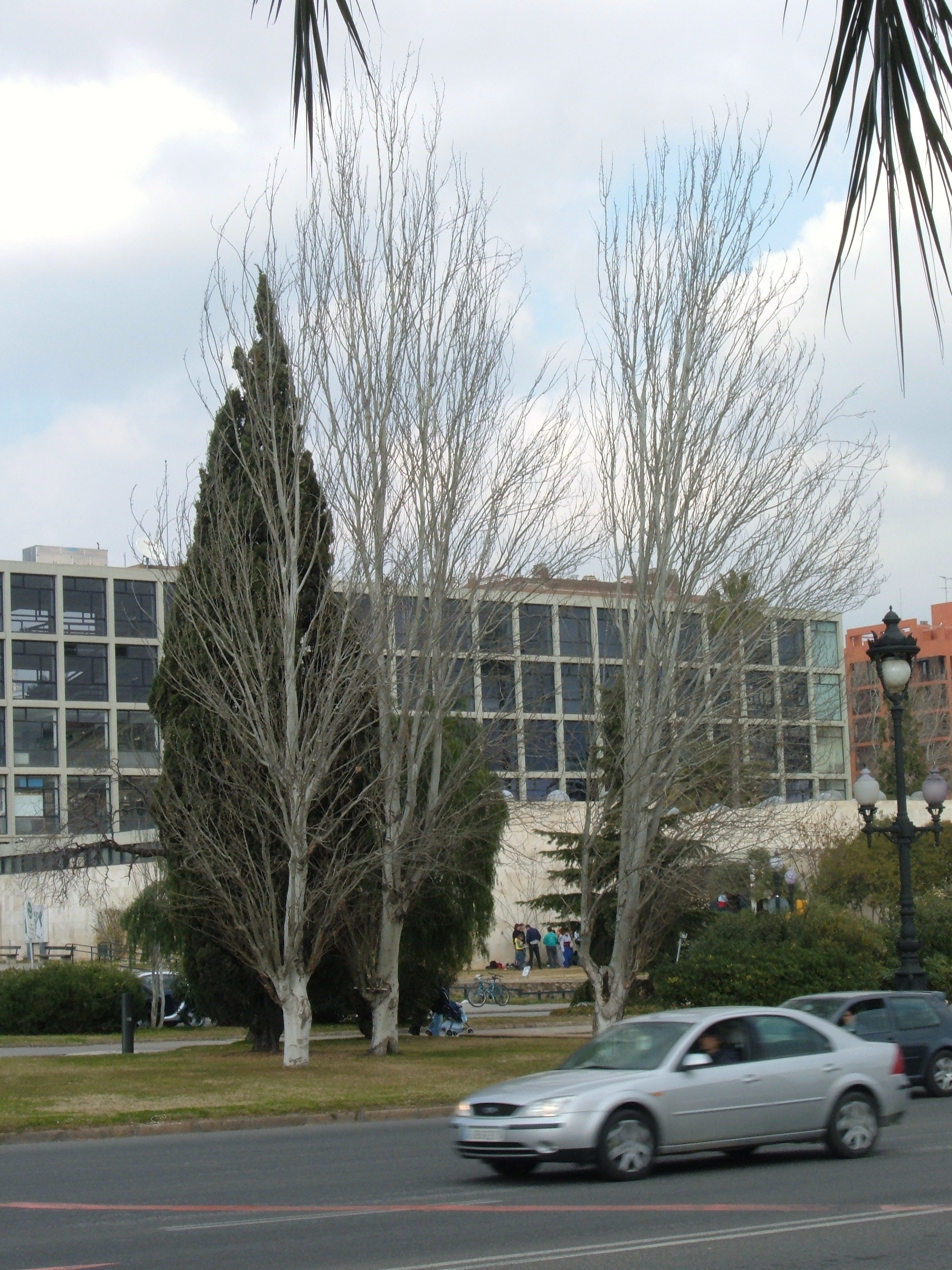
Populus alba im Winter
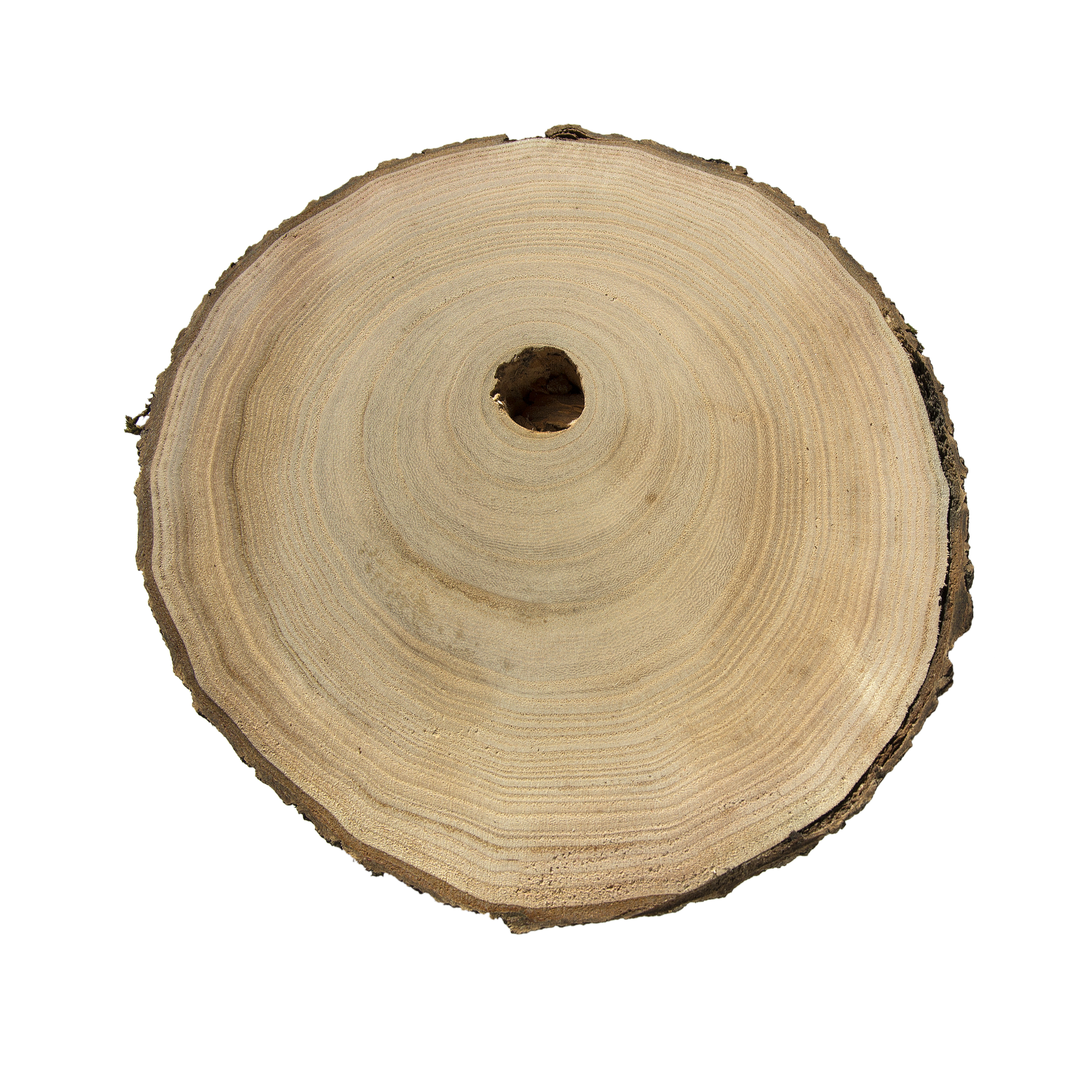
Populus alba